# Eugen Ehrlich
Eugen Ehrlich (geboren als Elias Ehrlich 14. September 1862 in Czernowitz, Kaisertum Österreich; gestorben 2. Mai 1922 in Wien) war ein  österreichischer Rechtssoziologe an der Franz-Josephs-Universität Czernowitz.

## Leben
Czernowitz, seine Geburtsstadt und spätere Wirkungsstätte, war damals Landeshauptstadt des Herzogtums Bukowina, ein armer, ethnisch vielfältiger Landstrich an der damaligen Ostgrenze des Kaisertums Österreich, ab 1867 der österreichisch-ungarischen Monarchie.
Ehrlich stammte aus einer jüdischen Familie. Sein Vater Simon Ehrlich war Advokat in Czernowitz. Ehrlich besuchte das polnischsprachige humanistische Gymnasium in Sambor, Galizien. Zunächst bezeichnete er sich als Israelit, später gab er als Konfession katholisch an. Als seine Muttersprache gab er polnisch an. Ehrlich blieb unverheiratet.
Ehrlich studierte Rechtswissenschaft an der polnischsprachigen Universität Lemberg und ab 1881 an der Universität Wien, an der er 1883 sein Studium abschloss. Ehrlich wurde an der Universität Wien 1886 zum Doktor der Rechte promoviert und 1895 für römisches Recht habilitiert. Nach einer Privatdozententätigkeit in Wien folgte Ehrlich 1897 einem Ruf als a.o. Professor an die deutschsprachige kaiserlich-königliche Franz-Josephs-Universität Czernowitz, wo er ab 1900 als o. Professor las. 1906/07 war er Rektor der Universität.
Gleich zu Beginn des Ersten Weltkriegs musste Ehrlich 1914 aus Czernowitz fliehen, weil die Stadt von russischen Truppen eingenommen worden war. Er ging zunächst nach Wien, wo er sich nach dem Kriege für die Erhaltung der Donaumonarchie einsetzte. Später ging  Ehrlich für einige Jahre in die Schweiz. Als die Bukowina nach Kriegsende, laut Friedensvertrag, Rumänien angeschlossen wurde, wollte er zunächst nicht dorthin zurückkehren. Als sich seine Hoffnungen, in Bern tätig werden zu können nicht erfüllten, plante er 1921 dennoch nach Czernowitz zurückkehren.
Ehrlich musste zuvor Forschungsurlaub nehmen, um sich auf die Vorlesungen in rumänischer Sprache vorzubereiten. Ehrlich zog zunächst nach Bukarest. Eine Lehrtätigkeit in Czernowitz konnte er nicht mehr aufnehmen, weil er an Diabetes mellitus erkrankte, der damals noch nicht behandelt werden konnte.

## Wissenschaftliches Wirken
Die damals herrschende Begriffsjurisprudenz wurde von Ehrlich bald als unzureichend erkannt. Daher begann er etwa ab 1903 auf ein Verständnis des Rechtssystems hinzuarbeiten, das die Rechtswirklichkeit stärker beachten sollte. Gerade seine Beobachtungen zur Rechtswirklichkeit in der ethnisch stark unterschiedlich geprägten Bukowina veranlassten ihn, sich stärker dem „Lebenden Recht“ zu widmen. Seine provokante Forderung vor dem 31. Deutschen Juristentag, an allen juristischen Fakultäten Seminare für „Lebendes Recht“ einzurichten, konnte sich aber nicht durchsetzen. Seine Forderungen waren vielen zu radikal, wurden aber auch international, etwa in den USA und Japan, viel beachtet.
Da nach seinen soziologischen Untersuchungen positives Recht letztendlich keine vollständige Gerechtigkeit schaffen könne, verschob Ehrlich den Fokus bei der Betrachtung dieser Problematik zunehmend auf die Person des Richters, welcher, relativ frei vom Gesetz (so können eine Reihe von Gerichten in ein und derselben Sache zu unterschiedlichen Entscheidungen kommen), nicht Recht finde, sondern selbst schaffe.
Insofern ist Ehrlich auch als Mitbegründer der sogenannten Freirechtsschule zu sehen.
Als sein Hauptwerk gilt die erstmals 1913 erschienene Grundlegung der Soziologie des Rechtes. Wie Max Weber beeinflusste Ehrlich in bedeutendem Maße die Rechtswissenschaft und gilt vielen als Begründer der Rechtssoziologie und der Erforschung von Rechtspluralismus. Sein wissenschaftliches Lebenswerk war in diesem Bereich größtenteils Pionierarbeit.

## Schriften
- Über Lücken im Rechte. Königliche Hofbuchdruckerei Carl Fromme, Wien 1888 (archive.org – Digitalisat im Internet Archive; Juristische Blätter. Eine Wochenschrift, XVII. Jahrgang 1888, herausgegeben von Max Burian, Artikel der Nummern 38-52 vom 1. Januar bis 23. Dezember 1888).
- Die stillschweigende Willenserklärung. Carl Heymanns Verlag, Berlin 1893 (archive.org – Digitalisat im Internet Archive;).
- Recht und Prätor. Alfred Hölder, k.u.k. Hof- und Universitäts-Buchhändler, Wien 1904 (archive.org – Digitalisat im Internet Archive; ursprünglich aus der „Zeitschrift für das Privat- und Öffentliche Recht der Gegenwart“, XXXI. Band, herausgegeben von Hofrat Prof. Grünhut).
- Die Tatsachen des Gewohnheitsrechts. Franz Deuticke, Leipzig, Wien 1907 (archive.org – Digitalisat im Internet Archive; Inaugurationsrede, gehalten am 2. Dezember 1906 als Rektor der k. k. Universität in Czernowitz, R. Eckhardt'sche k. k. Universitäts-Buchdruckerei).
- Grundlegung der Soziologie des Rechts. Duncker & Humblot, München, Leipzig 1913 (archive.org – Digitalisat der ersten Auflage im Internet Archive; 5. Auflage, 2022, Schriftenreihe zur Rechtssoziologie und Rechtstatsachenforschung, Band 69, neu bearbeitet von Manfred Rehbinder, Duncker & Humblot, Berlin 2022, ISBN 978-3-428-18443-9).